# Kalmukkische Autonome Oblast
De Kalmukkische Autonome Oblast (Russisch:  Калмыцкая автономная область, Kalmytskaja avtonomnaja oblast) was een autonome oblast in de Sovjet-Unie. De autonome oblast ontstond op 4 november 1920 uit het leefgebied van de Kalmukken in het gouvernement Astrachan. De hoofdstad was tot juni 1928 Astrachan. In juni 1928 werd de autonome oblast onderdeel van de kraj Neder-Wolga. In januari 1934 werd de kraj neder-Wolga opgedeeld in de kraj Saratov en de kraj Stalingrad. De Kalmukkische Autonome Oblast kwam onder kraj Stalingrad te vallen. Op 20 oktober 1935 werd de status van de autonome oblast verhoogd tot ASSR.
De Kalmukkische Autonome Oblast werd op 9 januari 1957 opnieuw opgericht. Het gebied was onderdeel van de kraj Stavropol. In 1958 werd de status opnieuw verhoogd tot ASSR en werd het gebied van de autonome oblast van het gebied van de kraj afgesneden.